# یوری کین
یوری کِین (به انگلیسی: Uri Caine) (زاده ۸ ژوئن ۱۹۵۶، در فیلادلفیا، پنسیلوانیا) موسیقی‌دان و نوازندهٔ جاز آمریکایی می‌باشد. پیش‌زمینهٔ موسیقی یهودی وی و همچنین آشنایی گستردهٔ وی با موسیقی الکترونیک ترانه‌های وی را از دیگران مجزا می‌کند.

## کودکی و نوجوانی
کین در یک خانوادهٔ پیشرو و باز در فیلادلفیا بزرگ شده‌است، پدرش پروفسور حقوق در دانشگاه تمپل و مادرش شاعر و استاد دانشگاه درکسل بودند و همین باعث شد که وی از بهترین تحصیلات موسیقی روز بخوردار باشد. او تحصیلات خود را در کنار پیانست فرانسوی برنارد فایفر آغاز کرد.

## یادگیری موسیقی
او حدود ۴ سال در کنار فایفر به یادگیری موسیقی، به خصوص نواختن پیانو پرداخت. در هر جلسه، کین با خود یک آهنگ جدید می‌برد و شاگرد و استاد با کمک یکدیگر آهنگ را از هم می‌گسستند و با تغییر ملودی و هارمونی آن ترانه‌ای جدید ایجاد می‌کردند. در کنار گوش دادن به هربی هانکوک و اسکار پترسون، دورانی که وی در کنار فایفر گذراند وی را بیشتر به موسیقی جاز نزدیک کرد.

## دانشگاه
در حالی که کین در باشگاه‌های جاز اطراف فیلادلفیا با خوانندگانی نظیر میکی راکر و بوتسی بارنز به اجرای موسیقی می‌پرداخت، شروع به ادامهٔ تحصیل در دانشگاه پنسیلوانیا، در کنار موسیقی‌دان جورج روشبرگ کرد. او بیشتر زمان تحصیلش را در کلاس‌های موسیقی و ادبیات گذارند.

## آثار
اول آلبوم موسیقی وی، کرهٔ موسیقی، در سال ۱۹۹۲ منتشر شد. این آلبوم قدرت آهنگسازی و موسیقایی وی را در کنار آموختهٔ وی در زمینهٔ جاز به نمایش می‌گذاشت. این آلبوم در عین حال اولین همکاری دوجانبهٔ وی با دون بایرون بود. کین کرهٔ موسیقی را با آلبوم‌های اسباب‌بازی‌ها به سال ۱۹۹۶، نور اولی در سال ۱۹۹۷ و من امروز صبح به حاشیه شهر رفتم در سال ۱۹۹۹ ادامه داد. همهٔ این آلبوم‌ها آثاری هستند که امضای وی پست مدرنیزم را حمل می‌کنند.